# Az ELTE-BEAC rögbicsapata

1981-es csapat

Az ELTE-BEAC rögbicsapata az Eötvös Loránd Tudományegyetem (ELTE) hivatalos sportegyesülete, a Budapesti Egyetemi Atlétikai Club (BEAC) részeként, annak tömegsport-szakosztályán belül működött; megszűnt, majd 2014-ben újraindult.
Az első nem hivatalos bajnokság (1986/1987) győztese volt.

## Története
Az újkori rögbi meghatározó csapata, hiszen ennek a csapatnak sikerült végleg meghonosítani a rögbit Magyarországon. A nagy létszám és egy új támogató (OKGT, ma MOL) megjelenése miatt 1984-ben kettéváltak, BEAC (Hardy László vezetésével) és OKGT (Erdélyi Sándor vezetésével). Az OKGT-be távozott a BEAC addigi első csapata. A fiatalok maradtak, Hardy László vezetésével. Innen kezdődött a két csapat (BEAC-OKGT, Liget SE) nagy vetélkedése. Erdélyi később távozni kényszerült a Liget SE-ből, ekkor bízták meg a BEAC-nál az utánpótlás-neveléssel. Ezután a BEAC-ot is két csapat képviselte: a „Kis BEAC” utánpótlás egyesület (Erdélyi Sándor) és a „Nagy BEAC”, később Fekete hollók (Habóczki Gusztáv). Habóczki egy ukrán edzőt (Vjacseszláv Kuzmenko) szerződtetett a csapat mellé, és ez az eredményeken is meglátszott. Edzősége első évében még csak második helyet értek el a bajnokságban, kupagyőzelemmel, de utána hosszú évekig nem találtak magyar legyőzőre. Ez a csapat kényszerből változtatott nevet, ugyanis egy külföldi edzőtáborból hazaérkezve ki lett téve addigi pályájáról, a Bogdánfy utcai sporttelepről, és azután ott csak az Erdélyi vezette „kis” BEAC tarthatta az edzéseit. Ezek után értelmetlenné vált a BEAC nevet viselni, a csapat játékosai ezért új nevet választottak. Utóbbi csapat 1989-től Zöld Sólymok néven küzdött a bajnokságban.

## Tisztségviselői

### 1980. január
- Szakosztályelnök: Dr. Szigeti Zoltán
- Szakosztályvezető: Hegedűs Miklós
- Szertáros: Szalay Dezső

### 1981. december
- Technikai vezető: Bene Kálmán
- Vezető edző: Czabán Dániel
- Szakosztályvezető: Kozeschnik László
- Intéző és utánpótlás-edző: Erdélyi Sándor

### Később
- Szakosztályvezető: Varga Zoltán
- Edzők: Czabán Dániel, Erdélyi Sándor, Hardy László, Vjacseszlav Kuzmenko

## Eredményei
- 1980. április 6. – május 11.: BEAC egyetemi rögbikupa néven 8 csapatos kupamérkőzés-sorozat
- 1980. május – ELTE-KUPA, 5 résztvevő
- Gamf – Elte II 26-3, első bemutatkozó mérkőzés
- Celtic Wiena B – Elte: 12-6
- 1981 BEAC – Vienna Celtic 12-14 700 néző
- 1981 ELTE–Moszkvai Repülőműszaki Főiskola: 16-54
- 1982. augusztus 28–29.: II. Olomouci torna (2. helyezés)
- 1986/1987: az első nem hivatalos bajnokság győztese

## Játékosai
Czabán Dániel, Horváth Imre, Varga Zoltán, Varga Ferenc, Kiss Zsolt, Frank László, Prekop Csaba, Toldy Sándor, Wölczl Zoltán, Bihari Lajos, Kis Balázs, Szabó Tibor, Kovalovszky Róbert, Szabó Zoltán, Niklász Károly, Mézes Bálint, Kump László, Ivánfy György, Bába Ferenc, Erdélyi Sándor, Sztudva Imre, Sztudva Vilmos, Indián, Fabinyi András, Zsófi, Miki, Nagy Zoltán, Asztalos Zsolt, Molnár Csaba, Stohl András, Váczi Péter, Réti Iván, Kollárszky Roland, Erős Csaba, Lakatos Gábor, Molnár Zoltán, Hetyey Csaba, Jeff, Dr. Mécs László, Hardy László, Novák Ferenc, Kovács Attila, Kovács Tamás, Rózsa Csaba, Kálmán László, Borbély Sándor, Csík Róbert, Héder Barna, Mester Zoltán, Imre József, Balogh István, Gacsal József